# Neocalyptis lacernata
Neocalyptis lacernata es una especie de polilla del género Neocalyptis, categorizada en la tribu Archipini, de la subfamilia Tortricinae.

## Distribución
Se distribuye por Japón.

## Taxonomía
Fue descrita por Yasuda en 1975 y publicada en (Argyrotaenia), Bull. Univ. Osaka Pref. (B) 27: 139.